# Округ Бенсон (Северна Дакота)
Округ Бенсон (енгл. Benson County) је округ у америчкој савезној држави Северна Дакота.

## Демографија
По попису из 2010. године број становника је 6.660, што је 304 (-4,4%) становника мање него 2000. године.
| Група             | 2000.         | 2010.         |
| Белци             | 3.533 (50,7%) | 2.861 (43,0%) |
| Афроамериканци    | 7 (0,1%)      | 1 (0,0%)      |
| Азијати           | 1 (0,0%)      | 3 (0,0%)      |
| Хиспаноамериканци | 55 (0,8%)     | 77 (1,2%)     |
| Укупно            | 6.964         | 6.660         |